# Три желания
«Три желания» (англ. Three wishes) — американский драматический фильм в жанре фэнтези снятый режиссёром Мартой Кулидж в 1995 году. В главных ролях снялись Патрик Суэйзи, Мэри Элизабет Мастрантонио и Джозеф Маццелло.

## Сюжет
Настоящее время. Мужчина едет на машине с женой и двумя дочерьми и они чуть не сбивают человека. Это заставляет водителя вспомнить аналогичный инцидент в своём детстве.
1955 год. Джейн Холман (Мэри Элизабет Мастрантонио) во время поездки со своими двумя сыновьями, 11-летним Томом (Джозеф Маццелло) и 5-летним Ганни (Сет Мами), когда она случайно сбивает бродягу по имени Джек МакКлауд (Патрик Суэйзи) ломая ему ногу. Жалея его, Джейн приглашает Джека и вместе с его собакой по кличке Бетти Джейн остаться в её доме, пока его нога не заживет. После некоторых первоначальных трудностей в адаптации к этому новому образу жизни Джек вскоре становится любимцем семьи, и все хотят, чтобы он остался. Джек начинает преподавать бейсбол Тому, который очень скучает по своему отцу, солдату, который пропал без вести во время Корейской войны, и у них складывается прочная связь. Тем временем Ганни считает, что в Джеке и Бетти Джейн есть нечто большее, чем кажется на первый взгляд, и он полон решимости выяснить, что именно.
Вскоре Ганни узнает, что Бетти Джейн не просто собака, а джинн. Тем временем связь Джека с семьёй становится всё теснее и крепче, и Том привязываться к Джеку как к отцу. В то же время сосед Джейн Фил (Дэвид Маршалл Грант) узнаёт в Джеке бывшего известного бейсболиста, исчезнувшего много лет назад во время Второй мировой войны. Джек это отрицает. Фил видит в Джеке угрозу, своего потенциального соперника за чувства Джейн. Том тоже решает отвергнуть Джека после того, как тот решает уехать после своего выздоровления, заставляя Тома во второй раз ощутить себя осиротевшим. Джейн также грустит по поводу решения Джека, но признаёт невозможность остаться с Джеком. После того, как Джек прощается с Томом, Том едет на велосипеде к соседнему холму. Внезапно Том меняет решение и мчится обратно к шоссе, видит Джека, садящегося в грузовик, и понимает, что он не успеет.
На вечеринке 4 июля исполняются тайные желания. Ганни осуществляет желание летать посреди фейерверка, незаметно для публики, собравшейся в парке. Желание Тома исполняется, когда его давно потерянного отца обнаруживают живым, и он возвращается домой после освобождения из плена в Китайской Народной Республике.
И снова настоящее время. Водитель оказывается взрослым Томом, который выходит из машины и входит на кладбище рядом с местом, где он чуть не сбил человека. Том снова встречает Джека. Он кратко говорит с Джеком, обнаружив, что настоящее желание Джека не в том, чтобы отец Тома вернулся домой, а в том, что Том будет счастлив с семьёй, которая у него была. После этого Джек исчезает, и обновлённый Том обнимает жену. Тем временем камера фокусируется на могиле с надгробным камнем, которая показывает, что Джек МакКлауд умер 6 августа 1944 года при высадке в Нормандии.

## В ролях
- Патрик Суэйзи — Джек МакКлауд
- Мэри Элизабет Мастрантонио — Джейн Холман
- Джозеф Маццелло — Том Холман
- Майкл О’Кифи — Том в детстве
- Сет Мами — Ганни
- Д. Б. Суини (в титрах не значится) — Джефри Холман
- Дэвид Маршал Грант — Фил
- Джей О. Сандерс — тренер Шрамка
- Дайан Венора — Джойс
- Скотт Паттерсон — отец Скотта

## Критика
Фильм был слабо встречен критикой, и на Rotten Tomatoes его рейтинг был 13 %